# Muapitine
Muapitine (Muapiltine) ist ein osttimoresischer Suco im Verwaltungsamt Lospalos (Gemeinde Lautém).

## Geographie

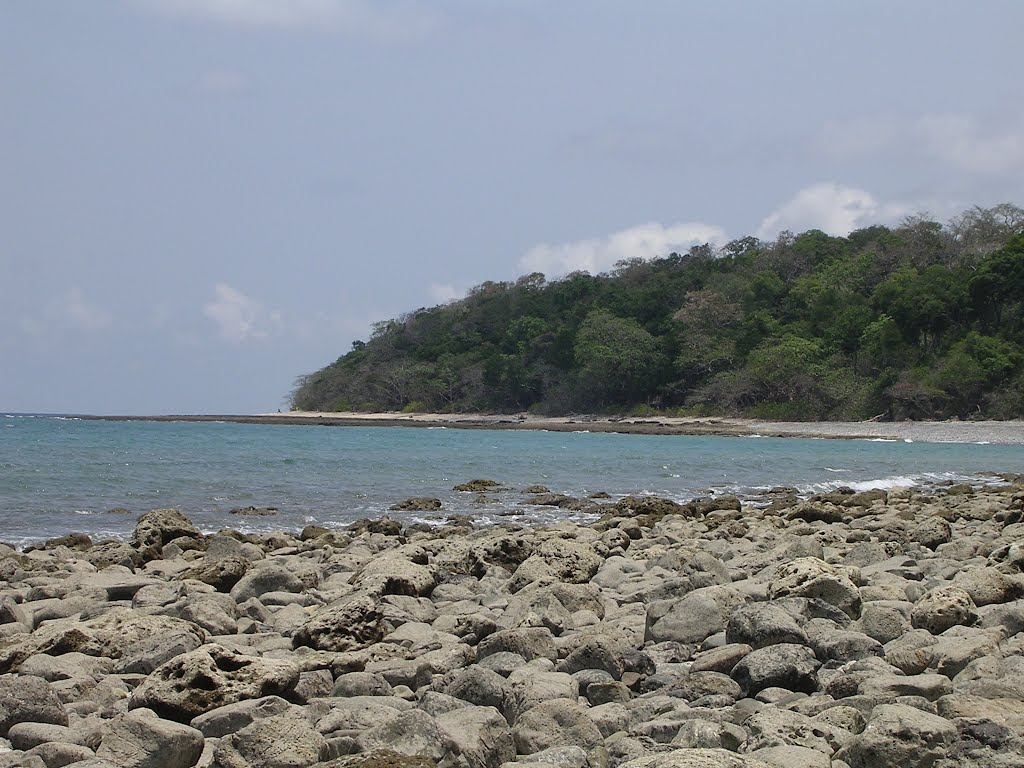
Mündung des Aramaco in die Timorsee

Muapitine liegt im Osten des Verwaltungsamts Lospalos an der Timorsee. Im Norden liegt der Suco Bauro, im Westen Fuiloro und im Westen die Sucos Lore I und Lore II. Östlich befindet sich das Verwaltungsamt Tutuala mit seinem Suco Mehara. Der Fluss Urunami bildet die Grenze zu Lore I, im Osten fließt der Aramaco, der an der Grenze zu Mehara in die Timorsee mündet. Im Norden reicht in der Regenzeit ein Teil des Ira Lalaro, des größten Sees Osttimors, bis in den Suco hinein. Der See büßt in der Trockenzeit einen großen Teil seiner Oberfläche. Ein Zufluss zum Ira Lalaro durchzieht die nördliche Grenzregion. Aus der Ira Lalaro fließt der Fluss Irasiquero Richtung Süden. Er erreicht aber nicht die Timorsee, sondern verschwindet vorher im Mainina-Loch, einem Ponor. Das Ufer des Irasiqueros ist sumpfig, das Überflutungsgebiet des Sees ist weitgehend baumlos. Die saisonale Überflutung hat bisher eine wirtschaftliche Entwicklung des Umfelds des Sees verhindert.
Vor der Gebietsreform 2015 hatte Muapitine eine Fläche von 76,28 km². Dann wurde der Ort Malahara und große Gebiete südlich des Ira Lalaro von Mehara an Muapitine abgetreten. Nun sind es 194,07 km², womit Muapitine der flächenmäßig größte Suco Osttimors ist.
Die Paitchau-Bergkette liegt im Südosten von Muapitine und verläuft in West-Ost-Richtung. Ihre Ausläufer führen weiter nach Nordosten in Richtung des Ortes Tutuala. Markant ist ihre höchste Erhebung, der isoliert zu den anderen Bergen stehende Paitchau mit 995 m. Die Bergkette bildet die südliche und östliche Abgrenzung des Fuiloro-Plateaus, das sich bis in das Nachbarverwaltungsamt Tutuala erstreckt. Ein Fluss, der in die Timorsee mündet ist der Veroruhu. Südwestlich des Poljes des Fuiloro-Plateaus liegt die Höhle Puropoko und das Kuronohonoho-Loch, ein Erdfall, in dem ein hoher Kohlendioxidgehalt der Luft jegliche Erforschungen fast unmöglich macht.
Der Ort Muapitine liegt im Norden des Sucos auf einer Meereshöhe von 465 m. Muapitine bildet mit den Orten Vailoro (Valoro), Pehefito (Pehe Fitu) und Lopuloho (Lopoloho) entlang einer Straße ein geschlossenes Siedlungsgebiet. Hier gibt es eine Grundschule des Sucos.
Etwas südwestlich des Siedlungszentrums von Muapitine liegt der Ort Poguinigue und an der Küste der Ort Lopohoho im Südosten. Südöstlich von Muapitine liegt der Weiler Muapetine (Muapitine). Im Zentrum des Sucos gibt es eine Gesundheitsstation. In Malahara liegt die zweite Grundschule des Sucos. Ein kurz nach der Unabhängigkeit geplantes Wasserkraftwerk, bei dem ein langer Tunnel das Wasser des Ira Lalaros, unterhalb des Paitchau-Massivs (797 m), abwärts in die Timorsee ableiten sollte, wurde nach jahrelanger Planung nicht umgesetzt.
In Muapitine befinden sich die fünf Aldeias Lopuloho, Malahara, Muapitine, Pehefito und Vailoro.
Der Suco ist Teil des Nationalparks Nino Konis Santana.

## Einwohner
In Muapitine leben 2.256 Einwohner (2022), davon sind 1.135 Männer und 1.121 Frauen. Im Suco gibt es 391 Haushalte. Fast 100 % der Einwohner geben Fataluku als ihre Muttersprache an. Nur eine kleine Minderheit spricht Tetum Prasa.

## Geschichte
In der Aldeia Malahara, die erst 2015 vom Suco Mehara zu Muapitine wechselte, befinden sich Ruinen historischer befestigter Siedlungen, die im portugiesischen Tranqueiras (deutsch Deckung, Verschanzung) genannt werden. Haka Paku Leki, Ili Haraku, Pailopo und Maiana waren noch bis in das frühe 20. Jahrhundert bewohnt. Sie befinden sich im Westen des Vero-Tals. Der nahegelegene kleine Fluss Verkass ver bildete früher die Grenze des Fataluku-Clans (ratu) der Renu vom Clan der Latuloho, der in Muapitine lebte. Maiana war die Grenzfestung und Haka Paku Leki die Hauptfetung der Renu. Ili Haraku gehörte zu den Renu und ihren Kriegsalliierten, dem Clan der Aca Cao. Die Festung wurde in lokalen Kriegen von den Clans der Marapaki und Zenlai angegriffen. Der Anführer der Renu wurde getötet, aber die Aca Cao leisteten Widerstand, bis der Feind sich wieder zurückzog.
Der Widerstandskämpfer Francisco Ruas Hornay und vier seiner Anhänger wurden in Muapitine aufgrund von internen Kämpfen in der FRETILIN am 24. November 1976 hingerichtet.
Am 8. Dezember 1983 zwangen Angehörige der indonesischen Armee die Dorfbewohner selbst fünf Männer des Widerstandes in Muapitine öffentlich hinzurichten.
Am 29. Mai 1997 fanden Wahlen statt, bei denen Vertreter Osttimors für das indonesische Parlament gewählt werden sollten. Im Umfeld kam es landesweit zu mehreren Attacken auf die indonesische Besatzungsmacht und ihre Unterstützer. In Muapitine töteten Widerstandskämpfer am 28. Mai zwei Soldaten und einen balinesischen Einwanderer im Transmigrationszentrum und stahlen ein Motorrad, dass sie für einen weiteren Mordanschlag in Lospalos verwendeten. Eventuell nahmen sie auch zeitweise Geiseln.

## Politik
Bei den Wahlen von 2004/2005 wurde Acacio da Silva zum Chefe de Suco gewählt und 2009 in seinem Amt bestätigt. Bei den Wahlen 2016 gewann Livio Mendes.

## Kultur
Zweimal im Jahr findet an der Küste südlich von Malahara das Mechi der Fataluku statt, das Sammeln der Meci-Würmer (Eunice viridis). Im letzten Mondviertel vom Februar findet das kleinere Mechi kiik und bei Neumond im März das große Mechi boot statt.